# Ondřejov (Boemia centrale)
Ondřejov (in tedesco Ondřejow) è un comune della Repubblica Ceca facente parte del distretto di Praha-východ, in Boemia Centrale, situato circa 35 km a sud-est di Praga.
Ospita l'Osservatorio di Ondřejov, uno dei principali osservatori astronomici del paese, costruito nel 1898. 

## Geografia antropica

### Frazioni
- Ondřejov
- Třemblat (Třemblaty) – distante 3 km a nord da Ondřejov
- Turkovice (Turkowitz) – distante 2 km ad ovest da Ondřejov